# Марбахские анналы
Марбахские анналы (лат. Annales Marbacenses) — составленное изначально в г. Марбах ок. 1200 г. историческое сочинение, позднее дополненное другими авторами. Сохранились в составе Йенского кодекса XII—XIII вв. Охватывают период с 631 по 1375 гг. Описывают события истории Священной Римской империи и соседних стран.

## Издания
- Marbacher Annalen // Otto von St. Blasien. Marbacher Annalen. Ausgewaehlte Quellen zur deutschen Geschichte des Mittelalters, Bd. 18a. Darmstadt. 1998.

- Annales Marbacenses / ed. R. Wilmans // MGH, SS. Bd. XVII. Hannover, 1866, p. 142—180[2].

## Переводы на русский язык
- Марбахские анналы перевод некоторых годовых статей за XII—XIII вв. А. Кулакова на сайте Восточная литература